# Clytus schurmanni
Clytus schurmanni là một loài bọ cánh cứng trong họ Cerambycidae.